# Гийон-Летьер, Гийом
Гийом Гийон-Летьер (фр. Guillaume Guillon Lethière; 1760, Сент-Анн, Гваделупа, Французская Вест-Индия — 1832, Париж) — французский художник, представитель неоклассицизма в живописи, профессор Национальной высшей школы изящных искусств Парижа.

## Биография
Гийом Гийон-Летьер родился 10 января 1760 года в Сент-Анне; был незаконнорождённым сыном королевского прокурора на Гваделупе Пьера Гийона от метиски-вольноотпущенницы. Будучи незаконнорожденным, он долгое время не имел не только фамилии, но и имени — его называли «Третьим» (фр. Tiers), так как он был третьим ребёнком пары.
Детство провёл на Гваделупе, в 14 лет был отправлен отцом во Францию, где учился сначала у Декампа в Руане, а затем, спустя три года, — у Габриэля-Франсуа Дуайена в Академии живописи и скульптуры в Париже. После получения в 1786 году Римской премии (второе место), на несколько лет уехал в Рим, где заинтересовался классицизмом.
Вернувшись во Францию, основал собственную художественную мастерскую, которая конкурировала с мастерской Жака-Луи Давида. В 1792 году принял идеи Французской революции, в 1800 году сопровождал Люсьена Бонапарта в Мадрид.
В первые годы Первой империи его мастерская располагалась на Сен-Жермен-де-Пре, однако в 1803 году во время драки у кафе Гийом убил офицера и был вынужден отправиться в изгнание в Пруссию. Позже, благодаря протекции Люсьена Бонапарта, стал главой Французской академии в Риме, занимая эту должность с 1807 по 1816 год.
После Реставрации Гийон-Летьер был оставлен в своей должности Людовиком XVIII.
В 1816 году вернулся во Францию, стал членом, а затем и директором Академии изящных искусств. В 1816 же году вновь открыл свою мастерскую на прежнем месте и набрал новых учеников, среди которых был в частности Луи Буланже.
В 1818 году был награждён Орденом Почётного легиона и преподавателем в Школе изящных искусств в Париже, а спустя год — профессором в ней. Совершил несколько длительных поездок в Италию, Англию и Испанию. Умер от холеры в 1832 году. Среди его учеников был Орас Лекок де Буабодран.
Творчество художника представлено в основном полотнами на библейские, мифологические и исторические (в первую очередь на темы Древнего Рима, Французской и Гаитянской революций) сюжеты.

## Творчество

### Галерея

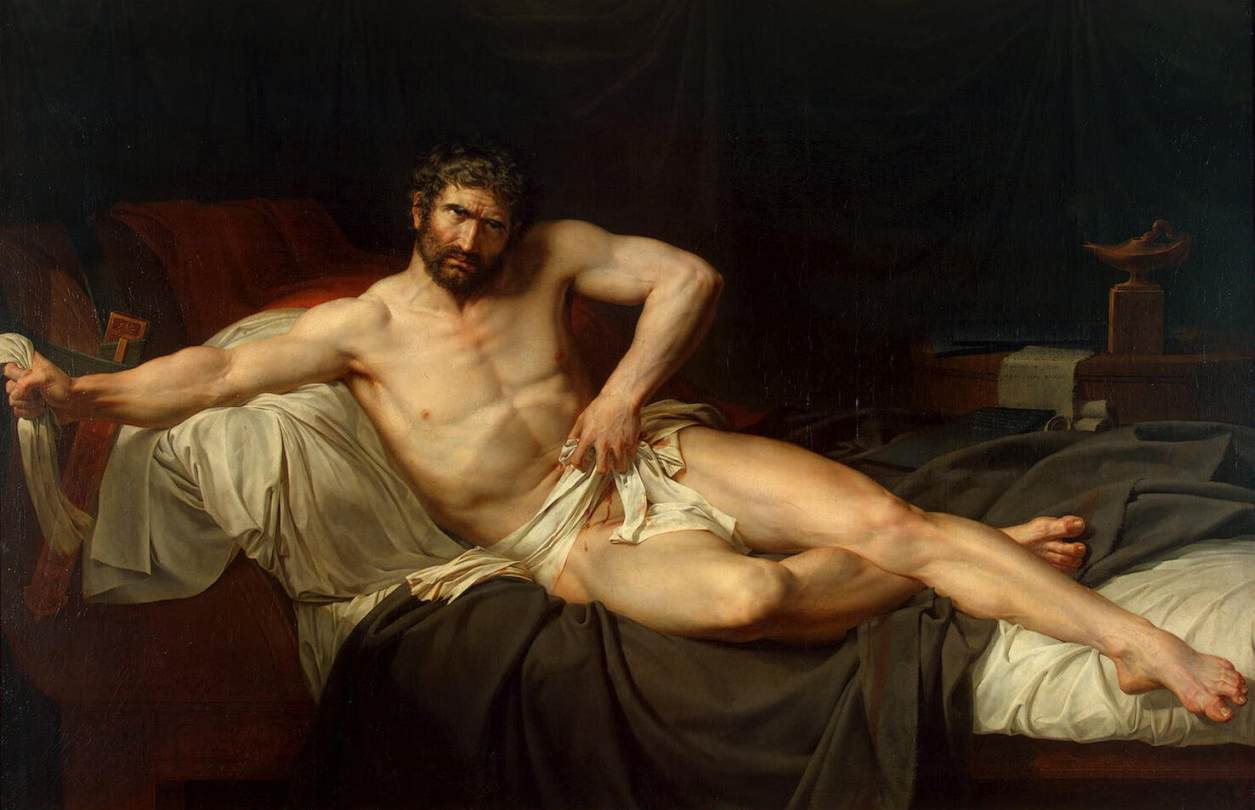
Смерть Катона Утического. Эрмитаж
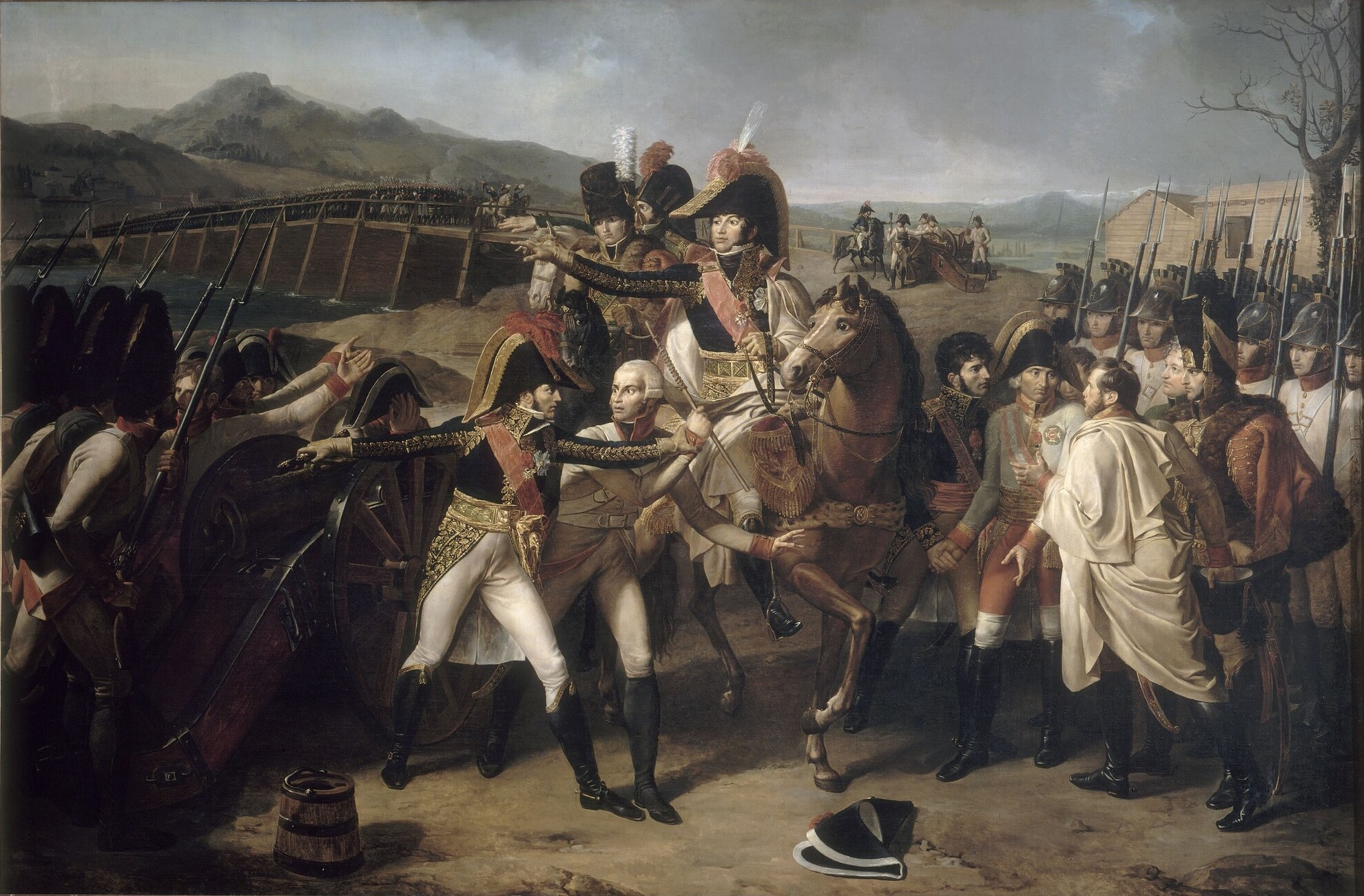
Занятие моста через Дунай. Маршалы Ланн и Мюрат вместе с генералом Бертраном хитростью  убеждают австрийского генерала передать им контроль над мостом. Версаль
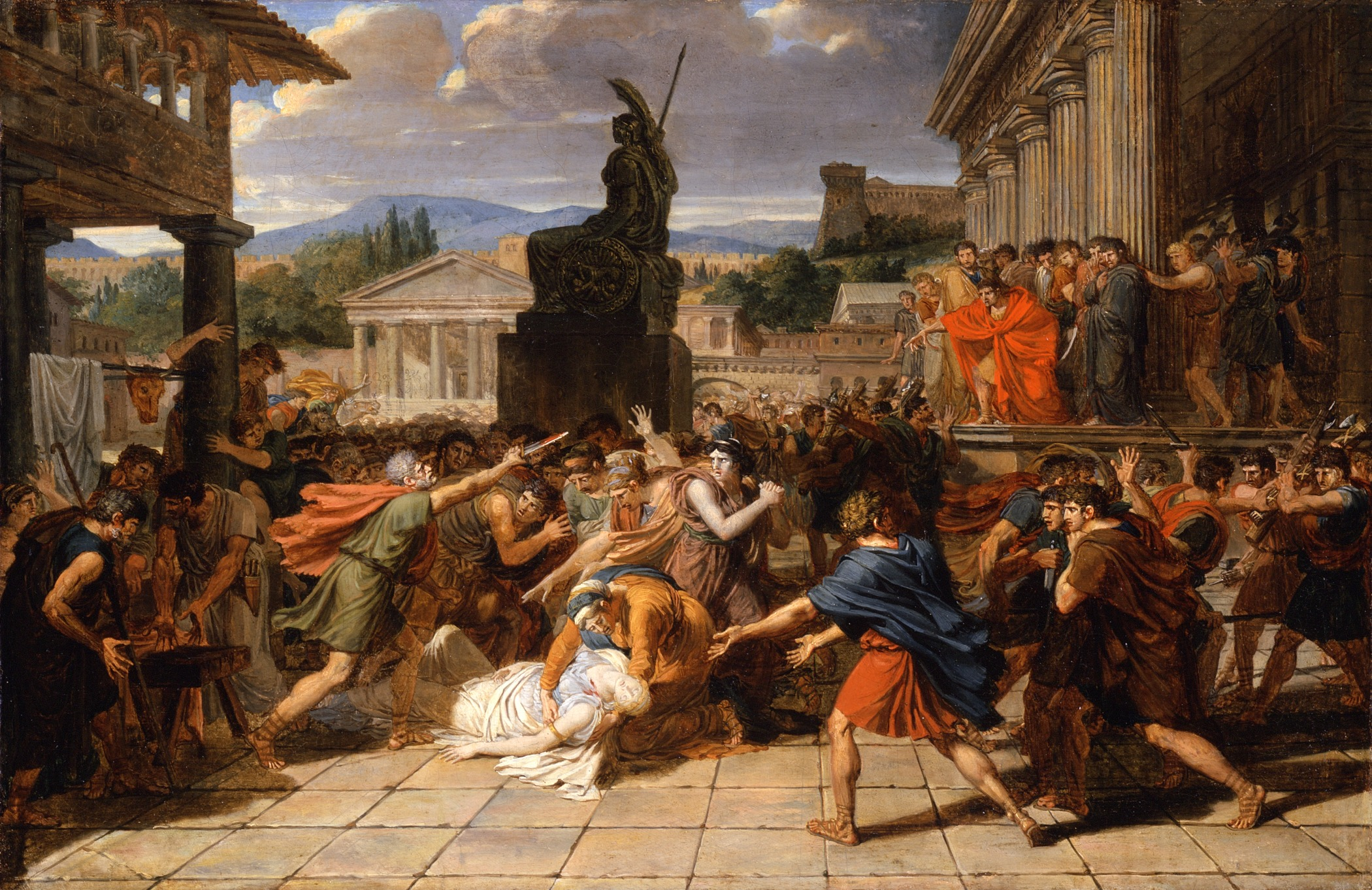
Смерть Виргинии. Музей искусств округа Лос-Анджелес
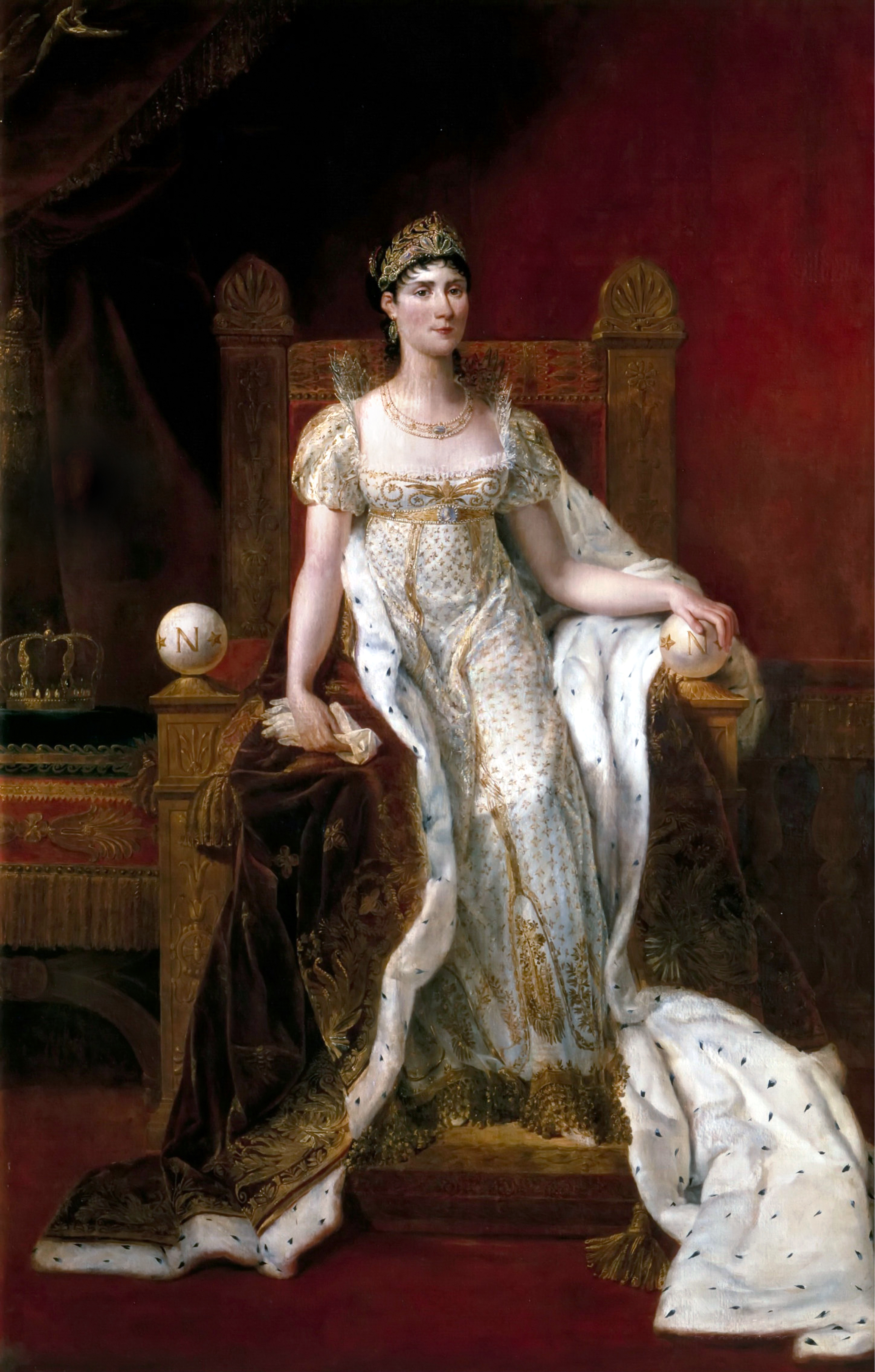
Портрет императрицы Жозефины. Версаль
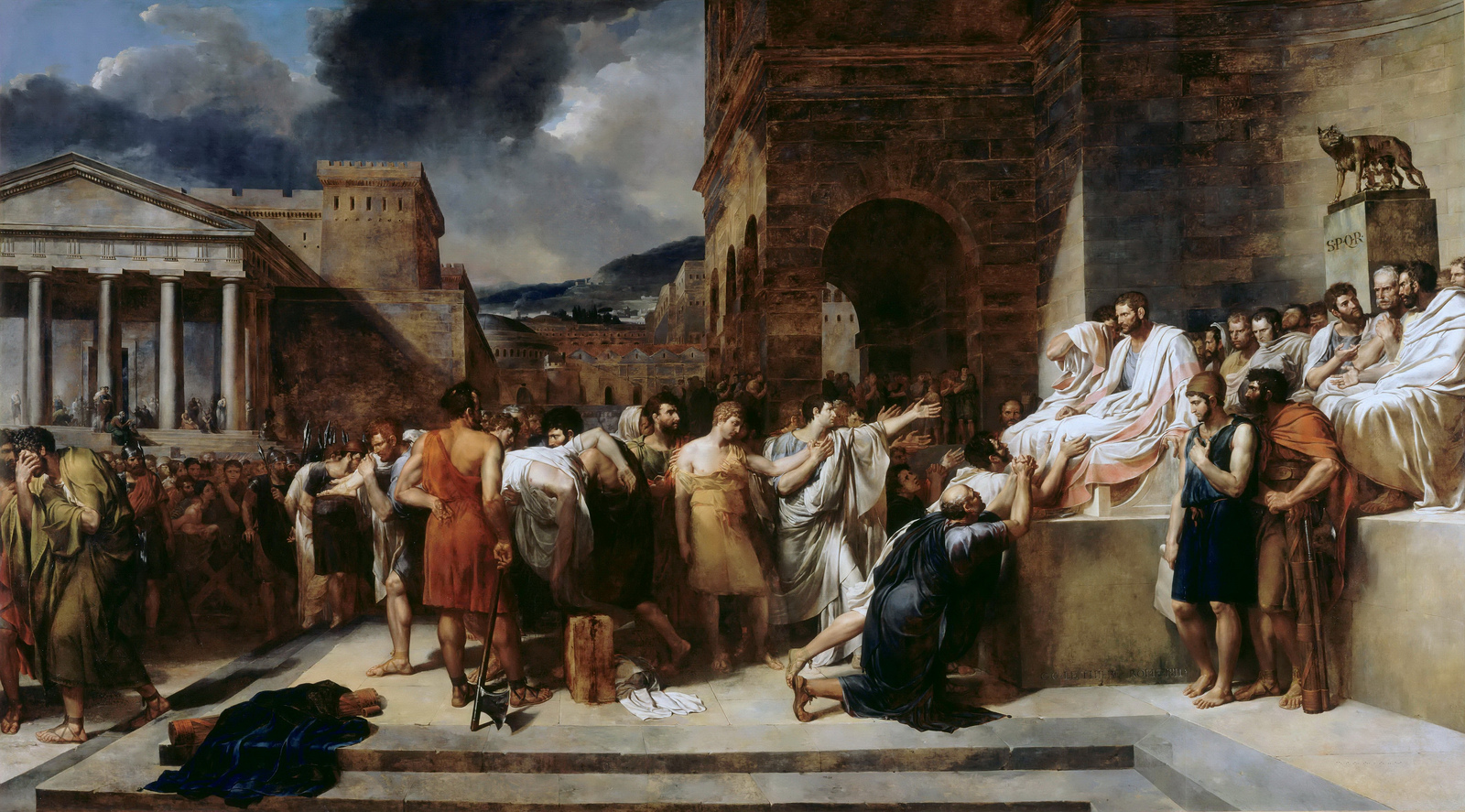
Луций Юний Брут, обрекающий своих сыновей на смерть. Лувр
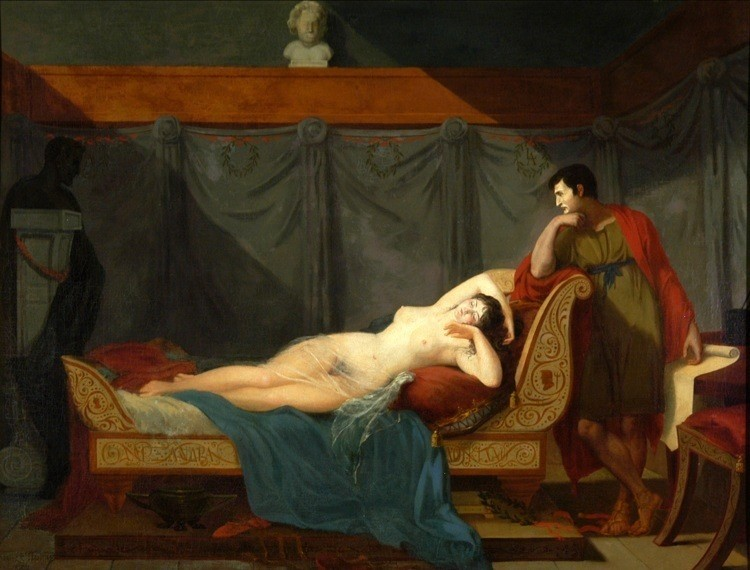
«Спящая Венера». Портрет Люсьена Бонапарта и его жены Александры.

### «Клятва предков»

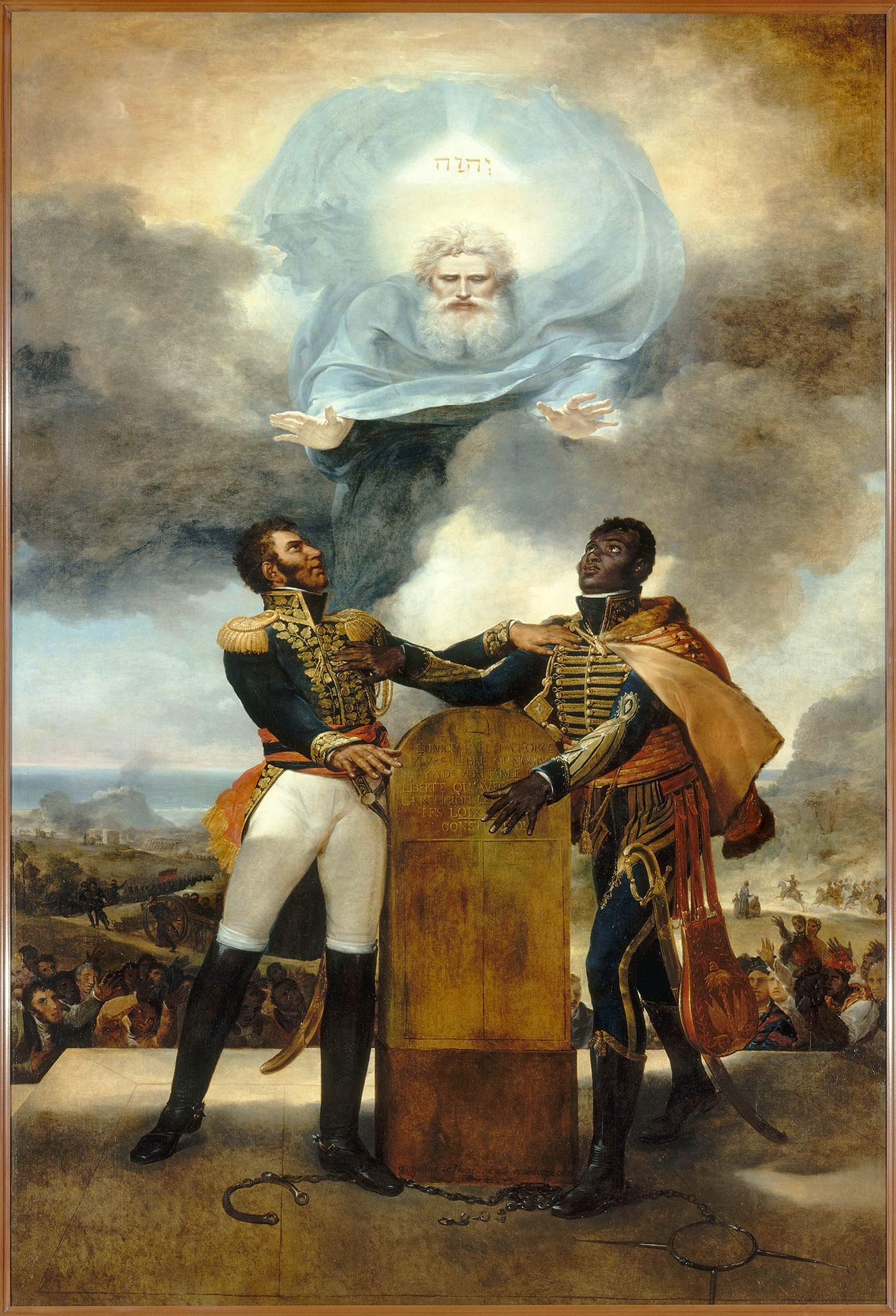
«Клятва предков», 1822 год

В центре картины, под взглядом христианского Бога, изображён глава войска гаитянских рабов, основатель гаитянского государства и первый император Гаити Жан-Жак Дессалин, вместе с главой мулатов, вторым президентом Гаити Александром Петионом. Сражавшиеся на стороне Франции, после восстановления во Франции в 1802 году рабства мулаты объединились с рабами в борьбе за независимость своей страны — их общая клятва и изображена на картине. У ног героев изображены разбитые цепи рабства — символ свободы Гаити.
Написав в 1822 году посвящённую клятве картину, Гийон-Летьер посылает её в 1823 году в дар Гаити.
В 1991 году историки (Généviève Capy и Florent Laballe) нашли картину в соборе Гаити, где она украшала алтарь. При поддержке Юнеско, картина была передана в Лувр на реставрацию. После реставрации, в 1998 году, картина месяц выставлялась в Лувре. В том же году картина вернулась на Гаити, где в присутствии президента страны Рене Преваля её поместили на почётное место в Национальном дворце.
Во время землетрясения 2010 года дворец получил сильные повреждения, «красный зал», в котором висела картина, был практически разрушен. Во время разбора развалин зала картину обнаружили французские пожарные, которые смогли спасти её от уничтожения. Министр культуры Франции Фредерик Миттеран немедленно предложил Гаити новую реставрацию картины в Лувре.